# Spirembolus pallidus
Spirembolus pallidus là một loài nhện trong họ Linyphiidae.
Loài này thuộc chi Spirembolus. Spirembolus pallidus được Ralph Vary Chamberlin & Wilton Ivie miêu tả năm 1935.